# 鈴木優愛
鈴木 優愛（すずき ゆうあ、2003年5月4日 - ）は、日本の女優、グラビアアイドル、タレント。茨城県出身。World Code所属。

## 略歴
幼少時よりダンスを習い、人前で何かをすることが好きだった為、人前に立つ仕事がしたいと思うようになり、舞台を中心に役者として活動を開始したが、現在の事務所（株式会社World Code）に入る時にグラビア活動を提案されたことをきっかけに、グラビアアイドルとしての活動を2022年3月から始めた。『ミスヤングアニマル2022』ファイナリスト、『ミスFLASH2023』ファイナリスト。
2023年1月4日発売の『週刊プレイボーイ』にて、「竹書房イチ押し！」ブレイクグラドルとして紹介された。

## 人物
- 趣味は舞台観劇、舞台フライヤー集め、ウォーキング、古着屋巡り[1]。
- 特技はジャズダンス、水泳、アクション、殺陣[1]。
- アクションを習っていたことで側転、前方宙返り、I字バランスなどができる[8]。
- 竹書房スタッフは鈴木の特徴を「全身がゴムのよう」、「（今まで）芝居を中心にしていただけあって、見せ方が素晴らしい。恥ずかしそうな表情、飛び切りの笑顔など」と評している[8]。

## 作品

### イメージビデオ
- 優愛のはじめて（2022年7月22日、イーネットフロンティア）[9][10]
- ピュア・スマイル（2022年11月25日、竹書房）[11][12]
- おそろいフレーバー（2023年3月23日、ギルド）[13]
- この時を永遠に（2023年7月21日、竹書房）[14][15]
- 胸いっぱいの愛（2023年10月25日、スパイスビジュアル）[16][17]
- ポンコツ美少女（2024年2月27日、エアーコントロール）[18][19]
- ちょっぴりやんちゃなキミが好き（2024年6月20日、ラインコミュニケーションズ）[20][21]
- ほんとにダメなんだから（2024年11月22日、竹書房）[22][23]
- Chill SPOT（2025年6月27日、エスデジタル）[24]

### デジタル写真集
- FRESH（2023年4月21日、竹書房）
- PURENESS（2023年4月21日、竹書房）
- 胸いっぱいの愛（2024年2月1日、スパイスビジュアル）
- 優愛のはじめて（2024年3月1日、PAD）
- 芽生え（2024年3月1日、PAD）
- あんまり見ちゃイヤ（2024年3月1日、PAD）
- Kiss You（2024年3月1日、エー・ビー・エンターテイメント）

## 出演

### 舞台
- 突っ込みたい！（2021年4月24日 - 25日、新中野ワニズホール）- 由佳 役[1][25]
- 名も無き海賊たち ~tears of the sun~（2021年9月11日 - 12日、北池袋新生館シアター）- ティア 役（W主演）[1][26]
- 志立彩色女学院アイドル科（2023年5月24日 - 28日、バルスタジオ）- 西谷義美 役[27][28]
- MISH MASH THEATER 2024 in THEATER BRATS（2024年1月17日 - 21日、シアターブラッツ）[29]
- 階段のウサギ（2024年2月23日 - 25日、GEKIBA）[30]
- なおりくの遊び場 vol.7（2024年3月2日、GEKIBA）[31]
- メアリーの怪物（2024年6月5日 - 9日、中野ザ・ポケット）- ドール 役[32]
- ナナナナ-七夕の夜に-（2024年7月3日 - 7日、六行会ホール）[33][34]
- Funkyナース ~きばらんか！~（2024年8月8日 - 12日、シアターブラッツ）- 藤井真理 役[35][36]
- Neo Doll（2024年11月29日 - 12月8日、シアターH）[37][38]

### 配信ドラマ
- 呪怨:呪いの家（2020年7月3日、Netflix）[1]
- 地面師たち 第3話（2024年7月25日、Netflix）- 家出少女 役[39][40]

### CM
- 伊右衛門 キレイな色（2020年4月、サントリー）[1]